# 1000-km-Rennen auf dem Nürburgring 1978

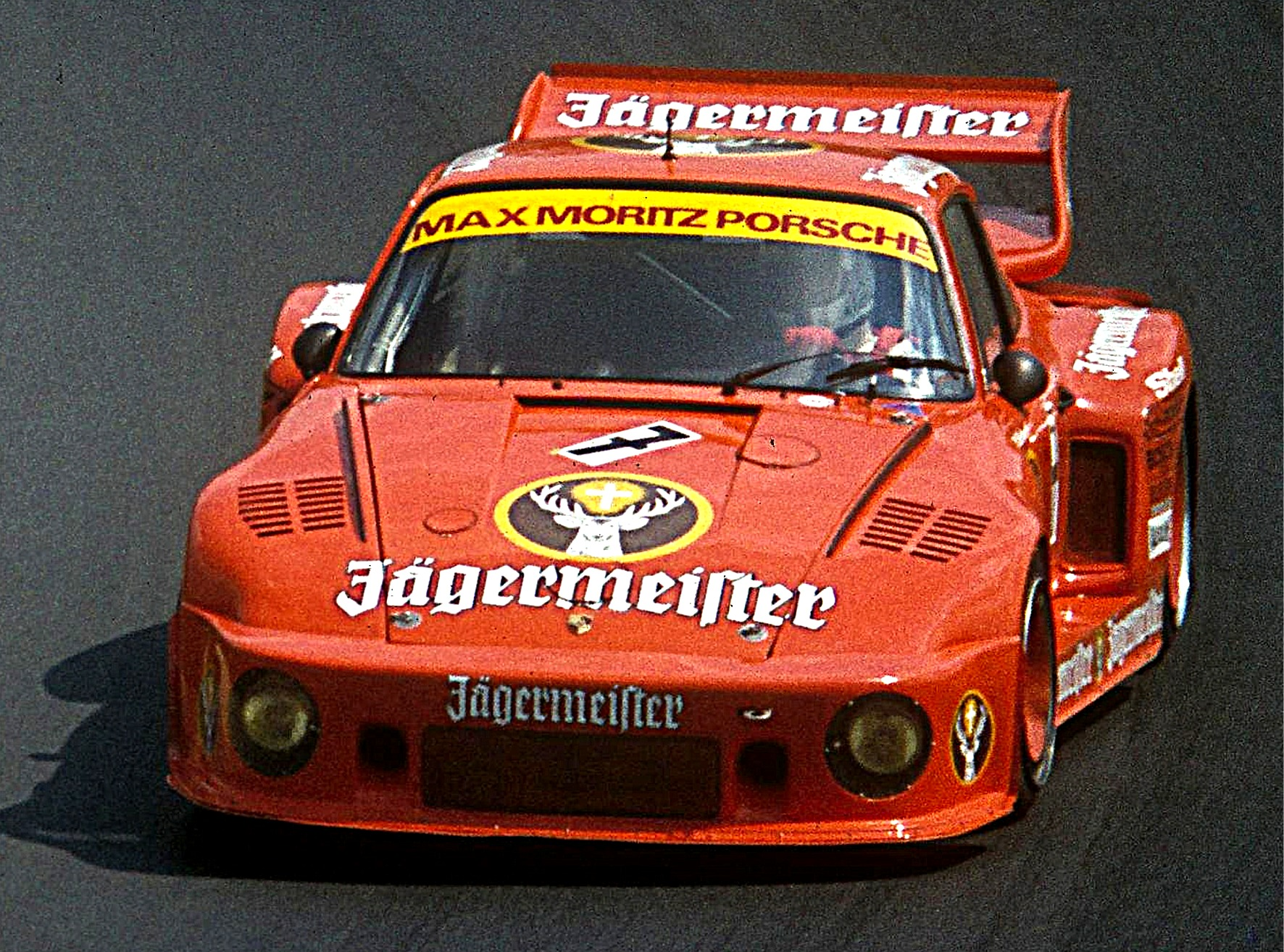
Der Porsche 935/77A des Max-Moritz-Teams wurde Zweiter im Rennen (Foto von 1977)

Das 24. 1000-km-Rennen auf dem Nürburgring, auch 1000 km Nürburgring, Nürburgring Nordschleife, fand am 28. Mai 1978 statt und war der siebte Wertungslauf der Sportwagen-Weltmeisterschaft dieses Jahres.

## Das Rennen
Für den fünften Sportwagen-Weltmeisterschaftslauf der Saison gingen 88 Meldungen beim Veranstalter ein. Schlussendlich nahmen 67 Rennwagen das Rennen auf. Von der Pole-Position ging Toine Hezemans ins Rennen. Er erzielte im Training auf seinem Porsche 935/77A eine Zeit von 7:36,200 Minuten auf seiner schnellsten Runde.
Nach einer Renndistanz von 1004,740 km wurden die drei Rennfahrer Hans Heyer, Klaus Ludwig und Toine Hezemans als Sieger abgewunken.

## Ergebnisse

### Schlussklassement
| 1                  | Gr. 5 + 2.0 | 3   | Weisberg-Gelo-Team                        | Hans Heyer Klaus Ludwig Toine Hezemans                        | Porsche 935/77A         | 44 |
| 2                  | Gr. 5 + 2.0 | 8   | Jägermeister-Max-Moritz Team              | Manfred Schurti Jacky Ickx                                    | Porsche 935/77A         | 44 |
| 3                  | Gr. 5 + 2.0 | 4   | Porsche Kremer Racing                     | Bob Wollek Henri Pescarolo                                    | Porsche 935/77A         | 44 |
| 4                  | Gr. 5 + 2.0 | 12  | Konrad-Racing                             | Volkert Merl Ralf-Dieter Schreiber Franz Konrad               | Porsche 935             | 44 |
| 5                  | Gr. 5 + 2.0 | 7   | Liqui Moly Equipe                         | Reinhold Joest Jürgen Barth                                   | Porsche 935/77A         | 44 |
| 6                  | Gr. 5 2.0   | 34  | BMW-Faltz                                 | Markus Höttinger Hans-Joachim Stuck                           | BMW 320i                | 44 |
| 7                  | Gr. 5 2.0   | 29  | BMW-Faltz                                 | Ronnie Peterson Dieter Quester                                | BMW 320i                | 43 |
| 8                  | Gr. 5 + 2.0 | 11  | Konrad-Racing                             | Franz Konrad Volkert Merl Clemens Schickentanz                | Porsche 935/77A         | 42 |
| 9                  | Gr. 5 2.0   | 26  | BMW Belgium                               | Patrick Nève Harald Grohs                                     | BMW 320i                | 42 |
| 10                 | Gr. 5 + 2.0 | 10  | Jägermeister-Racing-Team                  | Anton Fischhaber Romain Feitler                               | Porsche 934             | 40 |
| 11                 | Gr. 5 + 2.0 | 9   | Jägermeister-Racing-Team                  | Eckhard Schimpf Edgar Dören Romain Feitler                    | Porsche 911 Carrera RSR | 40 |
| 12                 | Gr. 5 2.0   | 25  | BMW Italia – Osella                       | Vittorio Brambilla Giorgio Francia                            | BMW 320i                | 40 |
| 13                 | Gr. 5 + 2.0 | 17  | Guida Monaci                              | Maurizio Micangeli Carlo Pietromarchi                         | De Tomaso Pantera       | 40 |
| 14                 | T/GT + 2.0  | 48  | Norddeutscher Automobilclub e. V.         | Gerhard Happel Götz von Tschirnhaus                           | Porsche 911 Carrera RSR | 40 |
| 15                 | T/GT + 2.0  | 43  | Porsche Kremer Racing                     | Jürgen Konrad Georg Freiberger                                | Porsche 911 Carrera RSR | 40 |
| 16                 | Gr. 5 + 2.0 | 14  | Västkuststugan                            | Kurt Simonsen Jan Lundgårdh                                   | Porsche 935             | 39 |
| 17                 | Gr. 5 + 2.0 | 19  | Klaus Drees                               | Klaus Drees Peter Hähnlein                                    | Porsche 935             | 39 |
| 18                 | T/GT + 2.0  | 41  | Scuderia Basilea                          | Peter Zbinden Edi Kofel                                       | Porsche 934             | 39 |
| 19                 | T/GT + 2.0  | 52  | Wolfgang Walter                           | Wolfgang Walter Werner Prinz                                  | Porsche 911 Carrera RSR | 39 |
| 20                 | T/GT 2.0    | 96  | Eggenberger-Motorsport                    | Kurt König Heinz Weltrowski                                   | BMW 320i                | 38 |
| 21                 | T/GT + 2.0  | 54  | Karl-Josef Römer                          | Karl-Josef Römer Knut Jäger                                   | Porsche 911 Carrera RS  | 38 |
| 22                 | T/GT + 2.0  | 49  | Norddeutscher Automobilclub e. V.         | Matthias Lörper Joachim Oppermann Kurt Beise                  | Porsche 911 Carrera     | 38 |
| 23                 | T/GT + 2.0  | 45  | Autohaus Max Moritz GmbH                  | Jürgen Lässig Hermann-Peter Duge                              | Porsche 911 Carrera RS  | 37 |
| 24                 | T/GT 2.0    | 101 | MSTC Erbach DMV Club 199                  | Hans Weißgerber Richard Bremmekamp                            | BMW 2002                | 37 |
| 25                 | T/GT + 2.0  | 50  | MSC-Adenau e. V. im ADAC                  | Helmut Gries Karl-Ernst Brune Ludwig Dreeser                  | Porsche 911 Carrera RS  | 37 |
| 26                 | T/GT + 2.0  | 62  | Abex-Pagid Racing                         | Johann Weisheidinger Dietmar Hackner                          | Opel Commodore          | 37 |
| 27                 | T/GT 2.0    | 83  | MSC-Adenau e. V. im ADAC                  | Fred Rosterg Wilhelm Hahne                                    | Ford Escort RS2000      | 36 |
| 28                 | T/GT + 2.0  | 55  | Pallvano-Corse                            | Angelo Pallavicini Marco Vanoli Peter Bernhard                | Porsche 934             | 36 |
| 29                 | T/GT + 2.0  | 60  | Automobilclub Rübenach e. V. im ADAC      | Axel Sonntag Werner Dittert                                   | Opel Commodore          | 36 |
| 30                 | T/GT 2.0    | 73  | Renngemeinschaft Sieglar e. V. im ADAC    | Klaus Bieler Hagen Arlt                                       | VW Scirocco             | 36 |
| 31                 | T/GT 2.0    | 98  | Rhein-Ruhr-Racing-Team                    | Dieter Hegels Winni Vogt                                      | BMW 2002                | 36 |
| 32                 | T/GT 2.0    | 79  | KWS-Motorsport                            | Manfred Webs Peter Heckler                                    | Ford Escort RS2000      | 36 |
| 33                 | T/GT 2.0    | 84  | Scuderia Colonia e. V. im ADAC            | Günter Wohlfahrter Peter Krause Herbert Müller                | Ford Escort RS2000      | 35 |
| 34                 | T/GT 2.0    | 85  | Cavallo-Matras                            | Herbert Kummle Wilfried Vogt                                  | Ford Escort RS2000      | 34 |
| 35                 | T/GT 2.0    | 78  | KWS-Motorsport                            | Werner Schommers Berthold Doll                                | Ford Escort RS2000      | 34 |
| 36                 | Gr. 5 + 2.0 | 18  | Meccarillos Racing Team                   | Herbert Müller Claude Haldi                                   | Porsche 935             | 34 |
| 37                 | T/GT 2.0    | 72  | Renngemeinschaft Sieglar e. V. im ADAC    | Mathias Bungard Heinz-Hans Heicker                            | Opel Kadett GT/E        | 32 |
| 38                 | T/GT + 2.0  | 58  | Kurt Hild                                 | Kurt Hild Hans Habermann Wolf-Peter Mast                      | Porsche 911 Carrera RS  | 31 |
| 39                 | T/GT 2.0    | 70  | Postert-Toyota-Team                       | Karl-Heinz Gürthler Bruno Schmitz-Moormann Axel-Rainer Haoben | Toyota Celica           | 31 |
| 40                 | T/GT 2.0    | 46  | Jägermeister-Racing-Team                  | Gerhard Holup Edgar Dören                                     | Porsche 934             | 30 |
| Ausgefallen        |             |     |                                           |                                                               |                         |    |
| 41                 | T/GT 2.0    | 89  | IFM-Electronic-Efector                    | Rolf Rummel Karl-Heinz Hintz                                  | BMW 2002                | 28 |
| 42                 | T/GT 2.0    | 103 | Valvoline Racing                          | Kurt Hens Heinz Weiler Peter Stern                            | BMW 2002                | 28 |
| 43                 | T/GT + 2.0  | 63  | Hahn Sportwagen GmbH                      | Klaus Utz Armin Jahn                                          | Porsche 911 Carrera RS  | 26 |
| 44                 | Gr. 5 2.0   | 28  | BMW Sweden                                | Anders Olofsson Bo Emanuelsson                                | BMW 320i                | 25 |
| 45                 | T/GT 2.0    | 81  | Ford Berkenkamp Racing                    | Holger Soltwedel Mathias Schneider                            | Ford Escort RS2000      | 25 |
| 46                 | Gr. 5 2.0   | 27  | BMW Schweiz                               | Freddy Kottulinsky Markus Hotz                                | BMW 320i                | 23 |
| 47                 | Gr. 5 + 2.0 | 1   | Weisberg-Gelo-Team                        | Toine Hezemans Klaus Ludwig John Fitzpatrick                  | Porsche 935/77A         | 22 |
| 48                 | Gr. 5 2.0   | 31  | Degenhardt/Schäfer                        | Michael Degenhardt Karl-Heinz Schäfer                         | NSU Prinz 1200 TT       | 22 |
| 49                 | T/GT 2.0    | 91  | Klaus Breitenbach                         | Klaus Breitenbach Wolfgang Wolf                               | VW Scirocco             | 21 |
| 50                 | T/GT 2.0    | 95  | Herbert Herler                            | Herbert Herler Ottmar Ickenroth                               | BMW 2002                | 20 |
| 51                 | T/GT + 2.0  | 47  | Wrangler-Racing-Team                      | Eberhard Sindel Preben Kristoffersen                          | Porsche 934             | 19 |
| 52                 | T/GT 2.0    | 71  | Kilian-Tuning                             | Manfred Kilian Heinz Gilges Jürgen Reinke                     | Audi 80                 | 16 |
| 53                 | T/GT 2.0    | 82  | Sportcars Club of Stuttgart e. V.         | Edgar Weisert Jürgen Falk Jochen Dauer                        | Ford Escort RS2000      | 16 |
| 54                 | T/GT 2.0    | 76  | Wolfgang Jacobs                           | Wolfgang Jacobs Hans-Werner Hilger                            | VW Scirocco             | 13 |
| 55                 | T/GT 2.0    | 97  | IFM-Electronic-Efector                    | Peter Kuhlmann Franz Prentzel                                 | BMW 2002 Tii            | 13 |
| 56                 | T/GT + 2.0  | 40  | Kenneth Leim                              | Kenneth Leim Otto Köhler Lella Lombardi                       | Porsche 934             | 11 |
| 57                 | T/GT + 2.0  | 57  | Müllerbräu-Valvoline-Racing               | Fritz Müller Herbert Hechler                                  | Porsche 911 Carrera RSR | 10 |
| 58                 | Gr. 5 + 2.0 | 16  | Jolly Club                                | Giancarlo Galimberti Gabriele Gottifredi Girolamo Capra       | Porsche 935/77A         | 8  |
| 59                 | Gr. 5 + 2.0 | 2   | Weisberg-Gelo-Team                        | John Fitzpatrick Hans Heyer Toine Hezemans                    | Porsche 935/77A         | 7  |
| 60                 | T/GT + 2.0  | 44  | "Schulz-Gruppe"                           | Franz-Josef Rieder Horst Hoier                                | Porsche 930             | 7  |
| 61                 | T/GT 2.0    | 80  | Ford Berkenkamp Racing                    | Dieter Selzer Karl Mauer Günther Braumüller                   | Ford Escort RS2000      | 7  |
| 62                 | Gr. 5 + 2.0 | 6   | Toyota-Deutschland                        | Rolf Stommelen Harald Ertl                                    | Toyota Celica Turbo     | 4  |
| 63                 | Gr. 5 2.0   | 30  | Wagner/Denzel                             | Lothar Wagner Jörg Denzel                                     | BMW 320i                | 4  |
| 64                 | T/GT 2.0    | 92  | "EPN" Automobilsport                      | Walter Prüser Peter Sieben                                    | BMW 320i                | 4  |
| 65                 | Gr. 5 + 2.0 | 5   | Porsche-Kremer-Racing                     | Dieter Schornstein Louis Krages („John Winter“)               | Porsche 935/77A         | 3  |
| 66                 | T/GT 2.0    | 90  | Auto-Budde-Racing                         | Rainer Zweibäumer Heiner Müller                               | BMW 2002                | 3  |
| 67                 | T/GT 2.0    | 94  | Renngemeinschaft Sieglar e. V. im ADAC    | Alexander Nickisch Jochen Schramm Dieter Walterscheid         | VW Scirocco             | 0  |
| Nicht gestartet    |             |     |                                           |                                                               |                         |    |
| 68                 | Gr. 5 2.0   | 32  | Mayen Automobil Club                      | Ludwig Nett Klaus Wey                                         | Simca 1100              | 1  |
| 69                 | T/GT + 2.0  | 42  | Weisberg-Gelo-Team                        | Karl Kammerhuber Axel Felder Peter Döring                     | Porsche 911 SC          | 2  |
| 70                 | T/GT + 2.0  | 51  | Valvoline Deutschland                     | Siegfried Herzog Robert Kupitsch Klaus-Emil Röckel            | Opel Commodore GS/E     | 3  |
| 71                 | T/GT + 2.0  | 56  | Ingolf Bedrich                            | Ingolf Bedrich Werner Linge                                   | Ford Capri S            | 4  |
| 72                 | T/GT + 2.0  | 59  | Klaus-Emil Röckel                         | Klaus-Emil Röckel Martin Heinz                                | Opel Commodore GS/E     | 5  |
| 73                 | T/GT 2.0    | 77  | Axel Felder                               | Axel Felder Peter Döring Helmut Döring                        | Ford Escort RS2000      | 6  |
| 74                 | T/GT 2.0    | 87  | MSC-"Dumeklemmmer" Ratingen e. V. im ADAC | Karl-Heinz Dalemans Wolfgang Hansen                           | NSU Prinz 1200 TT       | 7  |
| 75                 | T/GT 2.0    | 88  | Hanno Schumacher                          | Hanno Schumacher Hans Schell                                  | BMW 2002                | 8  |
| 76                 | T/GT 2.0    | 100 | Renngemeinschaft Holstein e. V. im ADAC   | Kurt Schwarzin Hans-Wilhelm Splisteser                        | BMW 2002                | 9  |
| 77                 | T/GT 2.0    | 102 | Valvoline Racing                          | Rudolf Beck Theo Körner                                       | BMW 2002                | 10 |
| 78                 | T/GT 2.0    | 104 | Joachim Scheefeldt                        | Joachim Scheefeldt Albert Mertens                             | BMW 2002                | 11 |
| Nicht qualifiziert |             |     |                                           |                                                               |                         |    |
| 79                 | T/GT 2.0    | 86  | KWS-Motorsport                            | Rudolf Dötsch Hartmut Bauer                                   | Ford Escort             | 12 |
| 80                 | T/GT 2.0    | 105 | Hilde Schmidt                             | Jens Schmidt Gerhard Tappe Hilde Schmidt                      | BMW 2002                | 13 |

1 nicht gestartet
2 nicht gestartet
3 nicht gestartet
4 nicht gestartet
5 nicht gestartet
6 nicht gestartet
7 nicht gestartet
8 nicht gestartet
9 nicht gestartet
10 nicht gestartet
11 nicht gestartet
12 nicht qualifiziert
13 nicht qualifiziert

### Nur in der Meldeliste
Hier finden sich Teams, Fahrer und Fahrzeuge, die ursprünglich für das Rennen gemeldet waren, aber aus den unterschiedlichsten Gründen daran nicht teilnahmen.
| Pos. | Klasse      | Nr. | Team                    | Fahrer                             | Chassis          |
| ---- | ----------- | --- | ----------------------- | ---------------------------------- | ---------------- |
| 81   | Gr. 5 + 2.0 | 15  | BMW Motorsport GmbH     | Ronnie Peterson Hans-Joachim Stuck | BMW 320i         |
| 82   | Gr. 5 2.0   | 33  | Gabriele Gottifredi     | Gabriele Gottifredi Manfred Mohr   | VW Scirocco      |
| 83   | T/GT + 2.0  | 53  | Hans Forster            | Ralf-Dieter Schreiber Hans Forster | Porsche 934      |
| 84   | T/GT + 2.0  | 61  | Meccarillos Racing-Team | Claude Haldi Gérard Vial           | Porsche 934      |
| 85   | T/GT 2.0    | 74  | Jolly-Club-Milano       | Girolamo Capra Angelino Lepri      | VW Scirocco      |
| 86   | T/GT 2.0    | 75  | Zender GmbH             | Werner Dittert Clemens Diewald     | VW Scirocco      |
| 87   | T/GT 2.0    | 93  | Heinrich Haag           | Heinrich Haag Rainer Geiger        | Opel Kadett GT/E |
| 88   | T/GT 2.0    | 99  | Rhein-Ruhr-Racing-Team  | Wilfried Schmitz Dieter Hegels     | BMW 320i         |

### Klassensieger
| Klasse      | Fahrer           | Fahrer               | Fahrer         | Fahrzeug                | Platzierung im Gesamtklassement |
| ----------- | ---------------- | -------------------- | -------------- | ----------------------- | ------------------------------- |
| Gr. 5 + 2.0 | Hans Heyer       | Klaus Ludwig         | Toine Hezemans | Porsche 935/77A         | Gesamtsieg                      |
| Gr. 5 2.0   | Markus Höttinger | Hans-Joachim Stuck   |                | BMW 320i                | Rang 6                          |
| T/GT + 2.0  | Gerhard Happel   | Götz von Tschirnhaus |                | Porsche 911 Carrera RSR | Rang 14                         |
| T/GT 2.0    | Kurt König       | Heinz Weltrowski     |                | BMW 320i                | Rang 20                         |

### Renndaten
- Gemeldet: 88
- Gestartet: 67
- Gewertet: 40
- Rennklassen: 4
- Zuschauer: unbekannt
- Wetter am Renntag: unbekannt
- Streckenlänge: 22,835 km
- Fahrzeit des Siegerteams: 5:55:46,600 Stunden
- Gesamtrunden des Siegerteams: 44
- Gesamtdistanz des Siegerteams: 1004,740 km
- Siegerschnitt: 169,445 km/h
- Pole Position: Toine Hezemans – Porsche 935/77A (#1) – 7.36.200 – 178,902 km/h
- Schnellste Rennrunde: Bob Wollek – Porsche 935/77A (#4) – 7.45.000 – 176,787 km/h
- Rennserie: 7. Lauf zur Sportwagen-Weltmeisterschaft 1978